# Bandera blanca-roja-blanca de Bielorrusia
La bandera blanca-roja-blanca es una bandera histórica de la República Popular Bielorrusa (de marzo a diciembre de 1918). Esta bandera se conoce en bielorruso como Бела-чырвона-белы сцяг (byela-chyrvona-byely s'tsyah o B-Ch-B, «bandera blanca-roja-blanca»). De hecho, el rojo y el blanco han sido colores utilizados tradicionalmente en la heráldica del Gran Ducado de Lituania y en la de la República de las Dos Naciones; los colores se basan en los del escudo de armas (Pahonia) tradicional de las tierras bielorrusas, con un caballero de color blanco sobre fondo rojo.
Se cree que el diseño fue realizado por Klaudzi Duzh-Dusheuski antes de 1917. Hay otras muchas teorías que explican el origen de la bandera. Una de ellas hace alusión al nombre del país (Rusia Blanca). Otra —la explicación tradicional— es que en 1410, cuando las unidades armadas de Polonia y del Gran Ducado de Lituania derrotaron a los alemanes de la Orden Teutónica en la batalla de Grunwald, un bielorruso malherido se arrancó una venda ensangrentada y la izó como estandarte de la victoria; esta historia es similar a la explicación tradicional de los orígenes de la bandera de Austria y la de Letonia (ambas tienen la serie de colores rojo-blanco-rojo).
Durante la República Popular Bielorrusa (1918-1919) se utilizaron algunas variaciones de esta bandera. La de colores blanco-rojo-blanco todavía la usa el gobierno en el exilio de la República Popular. Entre los años 1919 y 1925, la enseña permaneció con los mismos colores, aunque se le añadieron unas franjas negras a la parte superior e inferior de la faja roja.
Entre 1921 y 1939, la bandera blanca-roja-blanca fue usada por el movimiento nacional bielorruso en Bielorrusia Occidental (parte de la Segunda República Polaca), tanto por organizaciones políticas –como la Unión Bielorrusa de Campesinos y Trabajadores o la Democracia Cristiana Bielorrusa– como por organizaciones apolíticas –como la Sociedad Escolar Bielorrusa–. La bandera también fue empleada por el batallón especial del país en el ejército de la República de Lituania. Tras la invasión soviética de Polonia de 1939, la bandera también fue prohibida en Bielorrusia Occidental por la administración soviética.
En 1941, la administración ocupacional nazi permitió de nuevo su uso; apareció en insignias de los voluntarios bielorrusos del Heer y las Waffen-SS y fue usada por la Rada Central Bielorrusa, el gobierno progermánico bielorruso entre 1943 y 1944. Tras el fin de la Segunda Guerra Mundial, la bandera fue utilizada por la diáspora bielorrusa en Occidente y por pequeños grupos de resistencia antisoviética en la misma Bielorrusia. 

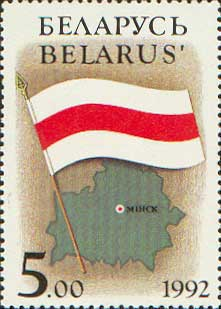
Sello postal de Bielorrusia, 1992

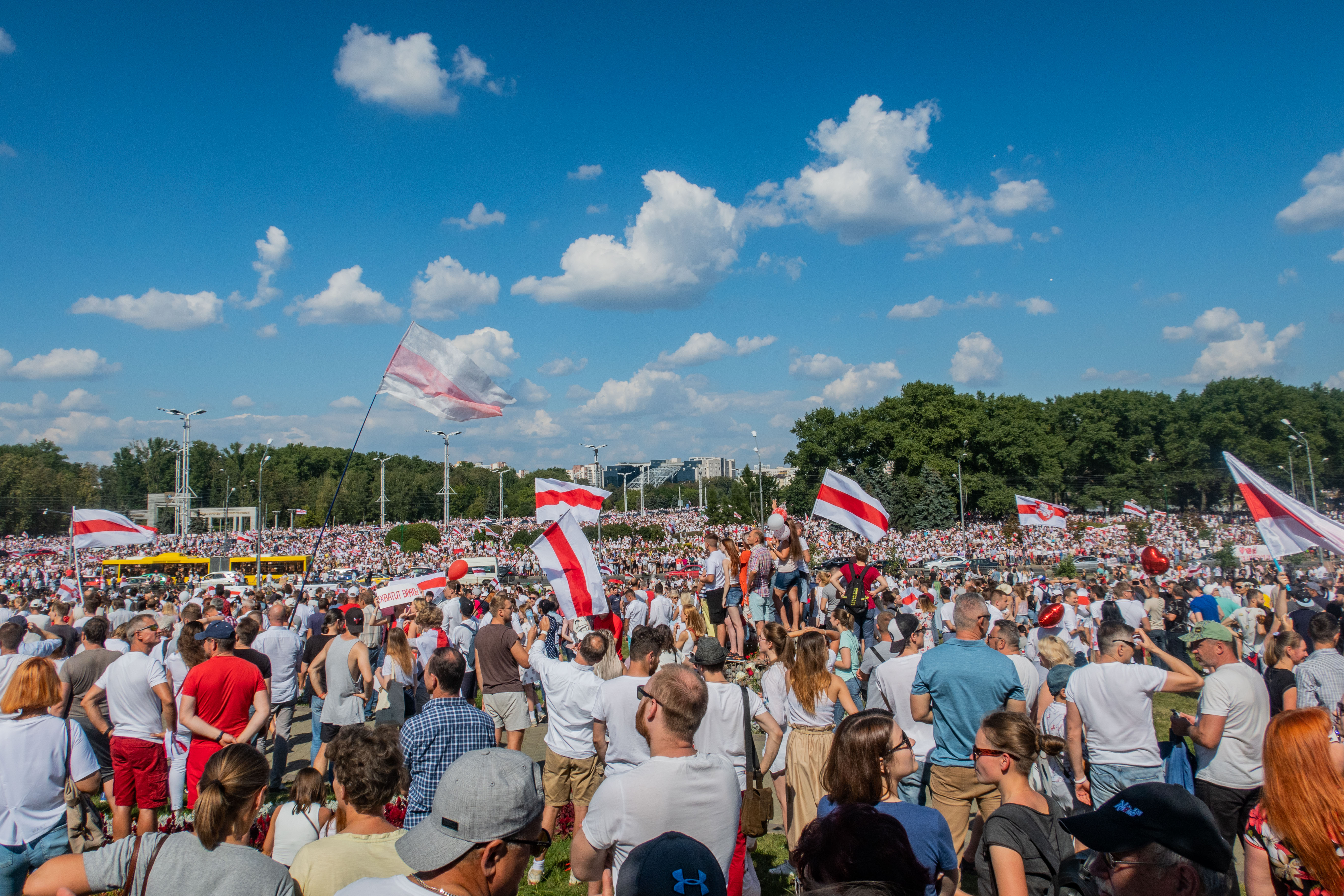
Manifestantes ondean la histórica bandera en las protestas en Bielorrusia de 2020.

A finales de la década de 1980, la bandera fue usada de nuevo como un símbolo del nacionalismo romántico y de los cambios democráticos en el país. Tras una propuesta del Frente Popular Bielorruso, la bandera se convirtió en símbolo estatal de la Bielorrusia independiente desde 1991.
Desde 1995, la bandera blanca-roja-blanca se usa como símbolo de la oposición al régimen de Aleksandr Lukashenko, principalmente en las protestas que siguieron a las elecciones presidenciales de 2006 y 2010 y en las manifestaciones conmemorativas del Día de la Libertad y en las marchas conmemorativas de Dziady. El uso de la bandera de manera pública no se encuentra prohibido pero es considerado por las autoridades un símbolo sin registrar, por lo que su muestra por activistas políticos o hinchas deportivos puede suponer el arresto y la confiscación de las banderas.
A comienzos de 2010, el activista Siarhéi Kavalenka fue arrestado por colocar la bandera en lo alto de un árbol de Navidad en la plaza central de Vítsebsk. Los tribunales condenaron a Kavalenka a tres años de sentencia suspendida (impidiendo la reincidencia), por lo que tras ser detenido nuevamente Kavalenka, este protagonizó varias semanas de huelga de hambre. La misma, fue interrumpida mediante alimentación forzosa el 16 de enero de 2012.
Se da la circunstancia de que la primera vez que Lukashenko accedió a la presidencia en 1994, la histórica bandera blanca-roja-blanca era la bandera oficial de la República de Bielorrusia. Esta bandera fue adoptada por el Sóviet Supremo de la RSS de Bielorrusia el 19 de septiembre de 1991 junto con el cambio de la denominación del país a la actual. Es por eso que, en 1994, el nuevo presidente Lukashenko juró su cargo ante la histórica bandera bielorrusa que al año siguiente fue sustituida por la actual, que apenas difiere de la bandera de la RSS de Bielorrusia.
La bandera blanca-roja-blanca, la bandera oficial de la Bielorrusia independiente entre 1991 y 1995, fue recogida por la oposición a favor de la democracia del país, convirtiéndose en un símbolo poderoso. Prohibida oficialmente por las autoridades, la policía frecuentemente confiscaba la bandera en las manifestaciones, y la bandera es un símbolo para cualquiera que se oponga activamente a Lukashenko. Durante las protestas en Bielorrusia de 2020 contra el fraude electoral en las elecciones presidenciales la bandera es masivamente empleada durante las manifestaciones de la sociedad civil.

## Otros diseños

Bandera blanca-roja-blanca con el Pahonia en el centro
Bandera empleada por las autoridades bielorrusas en el exilio entre 1919 y 1925
Variante usada de forma oficiosa a comienzos de la década de 1990[9]